# CamelBak Products

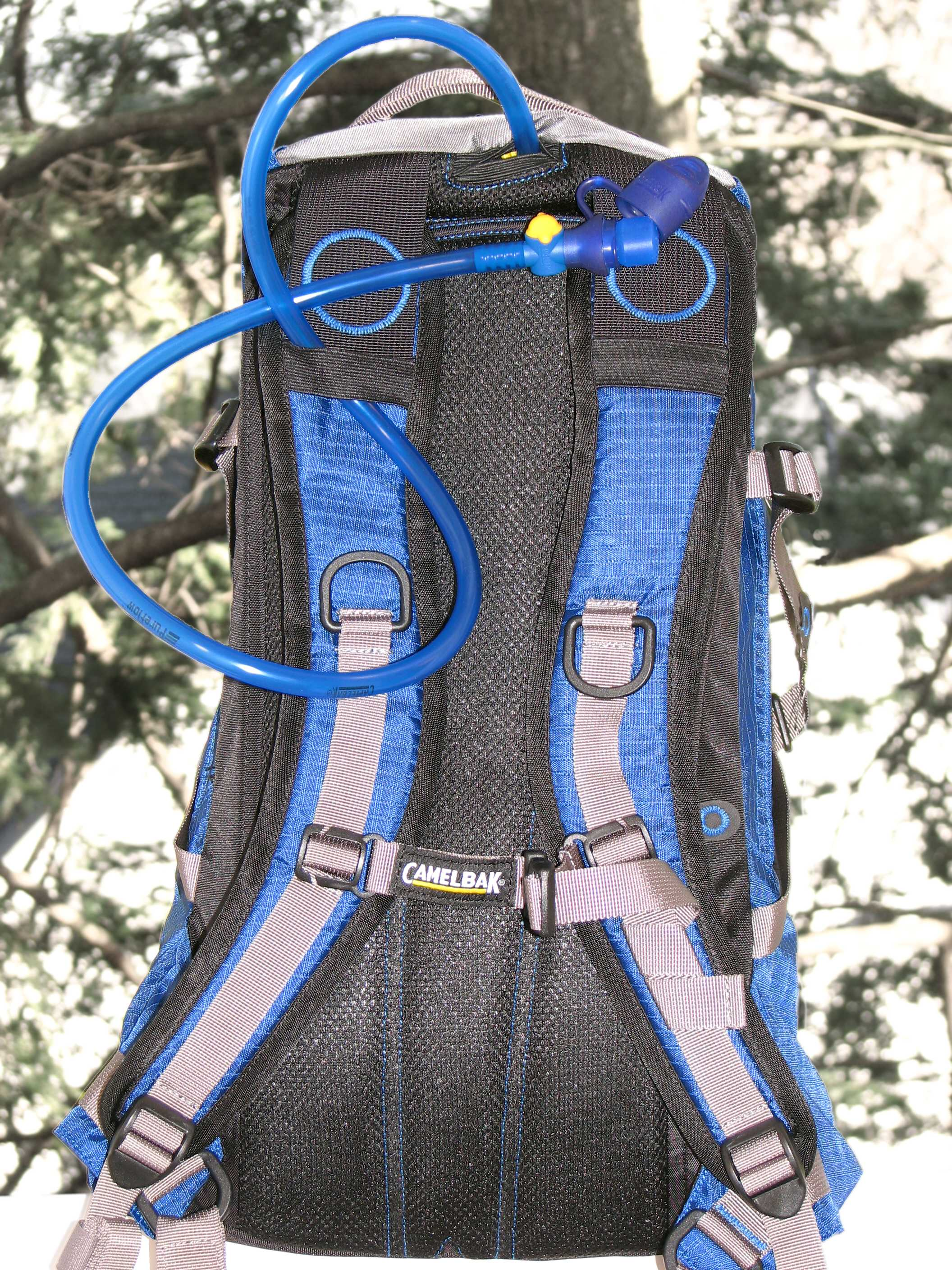
Plecak z wkładem nawadniającym - produkt firmy CamelBak

CamelBak Prodcts, LLC – amerykańska firma znana głównie jako producent plecaków z systemem nawadniającym.
Firma istnieje od 1989 roku. Jej siedziba mieści się w Petaluma w Kalifornii.
Hasło firmy CamelBak to: "Hydrate or Die" - "Nawadniaj się lub Giń".

## Pochodzenie nazwy
Nazwa CamelBak pochodzi od powszechnego poglądu, że w wielbłądy w swoich garbach magazynują wodę (camel w języku angielskim to wielbłąd). W rzeczywistości garby zawierają tłuszcz.

## Produkty
Sztandarowym produktem firmy są plecaki wyposażone w specjalistyczne bukłaki. Picie odbywa się przez specjalną rurkę zakończoną ustnikiem. Pozwala to na picie bez potrzeby zdejmowania plecaka, a także minimalizuje użycie w tej czynności rąk. Plecaki ze względu na swoje zalety zyskały popularność u żołnierzy i sportowców.
Firma produkuje także m.in. bidony i rękawice taktyczne.